# Czesław Tarczyński
Czesław Tarczyński (ur. 1949 w Częstochowie, zm. 23 kwietnia 2022) – polski malarz, działacz środowiska artystycznego i urzędnik samorządowy.

## Życiorys
Urodził się w 1949 r. Ukończył edukację w częstochowskim liceum plastycznym, a następnie w 1974 r. został absolwentem Akademii Sztuk Pięknych w Warszawie ze specjalizacjami z wzornictwa przemysłowego, malarstwa i wystawiennictwa. Po powrocie do Częstochowy przez kilka miesięcy kierował wzorcownią w Zakładzie Metaloplastyki i Biżuterii, po czym przeszedł do pracy w hucie im. Bolesława Bieruta w Częstochowie, gdzie do 1984 r. był plastykiem zakładowym.
W następnych latach malował i wystawiał swoje prace jako artysta niezależny. Od 1985 r. osiadł w Poniku koło Janowa na Jurze Krakowsko-Częstochowskiej i na początku lat 1990. zaangażował się w życie gminy Janów, zostając wójtem pierwszej kadencji odtworzonego samorządu terytorialnego i pełnił tę funkcję do 1994 r. W 1997 r. wygrał konkurs na dyrektora Miejskiej Galerii Sztuki w Częstochowie i kierował nią do 2014 r. Za jego kadencji Miejska Galeria Sztuki w Częstochowie pozyskała kolekcję prac Zdzisława Beksińskiego, wypożyczoną przez Annę i Piotra Dmochowskich.
W swojej twórczości skupiał się na olejnym malarstwie realistycznym, z wpływami impresjonistycznymi, choć w czasach studenckich oraz w późnych latach sięgał także do malarstwa szpachlowego oraz pastelowego. Przez wiele lat naturalnym tematem jego prac były krajobraz i przyroda jurajska. Uczestnik licznych zbiorowych wystaw krajowych i zagranicznych, a także wystaw indywidualnych.
Od 1996 r. przez trzy kadencje był prezesem częstochowskiego okręgu Związku Polskich Artystów Plastyków, a także założył sekcję pastelistów przy częstochowskim okręgu ZPAP. Ponadto został współzałożycielem Towarzystwa Przyjaciół Sztuk Pięknych im. Wandy Wereszczyńskiej w Częstochowie.
Odznaczony Złotym Krzyżem Zasługi (2002 r.) i Brązowym Medalem „Zasłużony Kulturze Gloria Artis" (2013 r.).
Zmarł w 2022 r. i został pochowany na cmentarzu parafialnym w Janowie.